# Zsolt Muzsnay
Zsolt Muzsnay (ur. 20 czerwca 1965 w Klużu-Napoce) – rumuński piłkarz grający na pozycji ofensywnego pomocnika.

## Kariera klubowa
Karierę piłkarską Muzsnay rozpoczął w klubie Luceafărul Bukareszt. W 1983 roku przeszedł do Universitatei Cluj i w 1985 roku awansował z nią do pierwszej ligi. Tam zadebiutował 8 marca 1986 w przegranym 0:1 meczu z Rapidem Bukareszt. W Universitatei grał jeszcze przez trzy sezony, a w 1988 roku został piłkarzem Bihoru Oradea. Natomiast w sezonie 1989/1990 występował w drużynie Steauy Bukareszt, z którą został wicemistrzem Rumunii.
Latem 1990 Muzsnay został zawodnikiem węgierskiego Videotonu Székesfehérvár, a na sezon 1991/1992 został wypożyczony do belgijskiego Royal Antwerp FC, z którym zajął 5. pozycję w lidze belgijskiej. W 1992 wrócił do Videotonu i grał w nim do 1995 roku. Karierę kończył w Bihorze Oradea w 1999 roku.

## Kariera reprezentacyjna
W reprezentacji Rumunii Muzsnay zadebiutował 31 lipca 1984 roku w wygranym 1:0 towarzyskim meczu z Chinami. W 1990 roku został powołany przez Emerica Ieneia do kadry na Mistrzostwa Świata we Włoszech, jednak nie zagrał tam w żadnym spotkaniu. W kadrze narodowej zagrał 6 razy.